# Ludvík Sovák
Ludvík Sovák (1862, Třebíč – 1932) byl český pedagog. Jeho nejmladším synem byl profesor Miloš Sovák, který se zabýval studiem levorukých.

## Biografie
Narodil se v Třebíči do rodiny soustružníka Josefa Sováka, v roce 1884 si otec při úrazu rozdrtil nohu a rodina se tak ocitla ve finanční tísni. Ludvík Sovák navštěvoval obecnou školu na Jejkově v Třebíči, následně pak od roku 1876 navštěvoval Gymnázium v Třebíči, po jeho zrušení přešel na německou přípravku a pak na německé gymnázium. Později studoval na německém gymnáziu v Brně, kde v roce 1885 odmaturoval. Biskup František Saleský Bauer ho doporučil ke studiu v Římě, ale necítil se na kněžské povolání, a tak nastoupil na právnickou fakultu Karlovy univerzity v Praze.
Později nastoupil na místo písaře u doktora práv rytíře z Aulů a dne 19. března 1888 nastoupil na místo učitele v Třebíči. Aby měl dostatek peněz pro svoji rodinu, stal se vychovatelem syna okresního hejtmana Pöttinga. Na škole působil až do roku 1896, potom do konce února roku 1900 učil na chlapecké a dívčí měšťanské škole v Třebíči. Mezi lety 1894 a 1900 působil také na živnostenské a obchodní škole pokračovací v Třebíči.
Od 1. března 1900 působil jako učitel obchodních a státních věd na odborné keramické škole v Bechyni, až roku 1927 odešel do důchodu.
S manželkou Miladou měl sedm dětí.

## Dílo
V Bechyni se zapojil do veřejného dění ve městě, působil v Sokole, v Akademickém čtenářském spolku a v Učitelské jednotě v Třebíči. V roce 1906 založil v Bechyni Učednickou besídku a byl spoluzakladatelem Výrobního družstva keramického. Byl autorem početnice a praktických příkladů z účetnictví. V Bechyni působil také v Musejním spolku.